# Varga István (vállalkozó)
Varga István (Budapest, 1943. augusztus 2.) magyar üzletember, pénzügyi szakértő, vállalkozó, a Magyar Adófizetők Országos Szövetségének (MAOSZ) és a Magyarországért Egyesületnek alelnöke.

## Szakmai munkássága
A Budapesti Műszaki és Gazdaságtudományi Egyetem vegyipari gépész szakán végzett 1967-ben. Termelésvezetőként kezdett dolgozni a Bányagyutacsgyárban, majd tervezőmérnök volt a Vízügyi Építő Vállalatnál. 1970-ben, miután kiderült, hogy az általa tervezett automata fúrópajzs nem készülhet el, saját fogaskerék- és csapágygyártó műhelyt nyitott, a Metaplast Kkt üzem elődjét. Eközben Párizsban is találmányt fejlesztett. 1982-ben társával üzleti inkubátort létesített Mesterglóbusz néven. Ugyanezen időszakban hajóépítést is vállalt a lengyelországi Gdyniában. A saját vállalkozásában, több száz szakember bevonásával épített Germanica komphajó 1985 és 1987 között készült el.
A nyolcvanas évek második felétől kezdve a külkereskedelemben is tevékenykedett. Síklaky Istvánnal megszervezte a Mentor Kisszövetkezetet, melyből 1988 után, a jogi lehetőség megnyíltával változatos profilú — beruházó, fejlesztő, külkereskedelmi — holdingot létesített. A Mentor három év alatt a legnagyobb magáncéggé nőtt fel. Százmillió dolláros gépipari, élelmiszeripari exportjával az ország hatvanhatodik legjelentősebb vállalata, Varga István pedig legnagyobb adózója lett az 1991-es évnek. A cégcsoport volt az egyik pályázója a Növényolaj-ipari és Mosószergyártó Vállalat (NÖMOV) privatizácójának, ám nem az ő ajánlatuk nyert 1991. novemberében. A döntés ellen, mellyel a győztes Cereol Holding B.V révén Unilever-Feruzzi-csoport tulajdonába került a vertikum, fellebbezett a Mentor. A mintegy tíz évig tartó pereskedés során számos szabálytalanságot megállapítottak a pályázati eljárásban, eredményét ugyanakkor jogszerűnek ismerték el, azon már nem változtattak.
A sikertelen pályázat után a csoport egyes cégei elvesztették létjogosultságukat, mások átalakulva ma is aktívak. Varga István a Mentor fejlődésének megtörése miatt tevékenységet váltott: informatikával, pénzügyi faktorálással és a beruházások kivitelezésével foglalkozott kilencvenes években. Az üzleti aktivitások pénzhiányának csökkentésére megalapította az e-F@ktor Pénzügyi Szolgáltató Zrt-t a vállalkozások rövidlejáratú forráshiányának pótlására.

## Közéleti és politikai tevékenysége
A pénzügyi kultúra fejlesztése céljából 1988-ban létrehozta a lntereconomics Szirák Alapítványt, amely több nemzetközi pénzügyi konferenciát szervezett, könyveket adott ki (mint például Huszti Ernő Banktan című munkáját 1996-ban), tanulmányokat publikált többek között a pénzelmélet és gyakorlat első vonalbeli szakembereit tömörítő SUERF — European Money and Finance Forummal közösen a pénz- és tőkeismeretek terjesztésére. A konferenciák aktív résztvevője volt Robert Triffin közgazdászprofesszor is, aki nagy hatással volt rá. Iránta érzett tisztelete jeléül az alapítvány felvette a Robert Triffin nevet.
1990-ben Fodor Lajos és Riskó Géza újságírókkal megalapította a Pesti Hírlap Kft.-t, és kiadták a polgári irányvonalúnak szánt  Reggeli Pesti Hírlap, amely - 1992-től Pesti Hírlap néven - 1994-es megszűnéséig naponta megjelent.
Jelenleg alelnöke a Magyar Adófizetők Országos Szövetségének és a Magyarországért Egyesületnek, s ebbéli tisztségeiben szerte az országban gyakran tart előadásokat, vesz részt konferenciákon és szerepel különféle televíziós műsorokban. Előadásaiban főként a nemzetközi pénzrendszer és a magyar gazdaság működésének visszásságaival, hibáival és a lehetséges gazdasági felemelkedés alternatíváival foglalkozik. Ugyanezen témákban cikkeket is ír, amelyek elsősorban konzervatív és jobboldali szellemiségű orgánumokban - mint például a Magyar Nemzetben - kerülnek publikálásra.
Egyik kezdeményezője volt a soproni kékfrank nevű pénzhelyettesítő utalvány megalkotásának, ami 2010. május 7-én lett bevezetve Sopronban és annak környékén. A soproni kékfrank bevezetését követően az ország területén számos más helyi fizetőeszközt is létrehoztak, melyek megalkotásában közvetett módon ugyancsak szerepe volt.
A 2010-es kormányváltás után egy ideig Matolcsy György nemzetgazdasági miniszter informális tanácsadója volt. 2010. november 16-án az Országgyűlés a Magyar Nemzeti Bank felügyelőbizottságának tagjává választotta. A bizottságba a Jobbik delegáltjaként került be.

## Néhány fontosabb publikációja
- A MAOSZ válságkezelési javaslatai. Nemzetstratégia kell és kiszabadulni a monetáris béklyóból. In: Leleplező, 2008/4.
- Zsákmánylétünk. In: Varga Domokos György (szerk.): Magyar nemzetstratégia. Püski Kiadó, 2008.
- Válság és valóság. Éghajlat Könyvkiadó, 2009; 2013. (Bogár László és Drábik János társszerzőkkel.)
- Adalékok a nemzetstratégia pénzügyeihez. In: Medvigy Endre (szerk.): Magyar nemzetstratégia 2. Püski Kiadó, 2009.

## Videók: előadások, interjúk, beszélgetések (válogatás)
- Pénzügyi folyamatok a magyar államháztartásban (előadó, MÚOSZ-székház, Budapest, 2005. 11. 23)
- Beck György riportfilmje Varga Istvánnal (riportalany, Utólag.com, 2006)
  - 1. rész: Társadalmi, gazdasági folyamatok rövid áttekintése a jelenlegi helyzet megértéséhez
  - 2. rész: A Gyurcsány-csomagról és annak ellenszeréről)
- Veled, Európa, de nélküled, EU - Gazdaság: általános kérdések (meghívott vendég, Paragrafus, Fix.tv, 2008. 07. 06)
- Előadás a pénzrendszerről (előadó, Utólag.com, 2008. 10. 27):
  - 1. rész
  - 2. rész
- A globalizáció káros hatásainak kivédése (előadó, Polgárok Háza, Budapest, Civil Akadémia, Echo TV, 2009. 01. 27)
- Piacgazdaság kapitalizmus nélkül (előadó, Sopron, 2010)
- Miként vegyük kézbe pénzügyeinket?  (előadó, Rózsavölgyi Esték, Budapest, Utólag.com, 2010. 09. 24)
- Forint helyett helyi pénzt (előadó, Nemzeti Vidékfejlesztési Konferencia, Érpatak, 2010. 09. 18)
- Spekulációk tárgyává váltak az államok (meghívott vendég, Kossuth Rádió, 2011. 10. 20)
- A helyi pénz ereje (meghívott vendég, Lánchíd Rádió, 2012. 01. 19)
- További videó- és hangfelvételek